# Martinovići (Glina)
Martinovići falu Horvátországban, Sziszek-Monoszló megyében. Közigazgatásilag Glinához tartozik.

## Fekvése
Sziszek városától légvonalban 23, közúton 36 km-re délnyugatra, községközpontjától légvonalban 13, közúton 15 km-re délkeletre fekszik.

## Története
A határában található történelem előtti erődítmény maradványainak tanúsága szerint területe már az ókorban is lakott volt. Martinovići a környék számos településéhez hasonlóan a 17. század vége felé népesült be Boszniából menekült pravoszlávokkal. Nevét az itt élt legnépesebb családról, a Martinovićokról kapta. 1696-ban a szábor a bánt tette meg a Kulpa és az Una közötti határvédő erők parancsnokává, melyet hosszas huzavona után 1704-ben a bécsi udvar is elfogadott. Ezzel létrejött a Báni végvidék (horvátul Banovina), mely katonai határőrvidék része lett. 1745-ben megalakult a Glina központú első báni ezred, melynek fennhatósága alá ez a vidék is tartozott.
1881-ben megszűnt a katonai közigazgatás és Zágráb vármegye Glinai járásának része lett. A falunak 1857-ben 358, 1910-ben 593 lakosa volt. 1918-ban az új szerb-horvát-szlovén állam, majd később Jugoszlávia része lett. A második világháború idején a Független Horvát Állam része volt, de lakói felkeltek a fasiszta horvát vezetés ellen. A partizánharcoknak és az usztasa megtorlásnak a faluban 152 halálos áldozata volt. Rájuk emlékezik a falu szélén álló partizánemlékmű, mely fegyvert kezében tartó harcost ábrázol. A falu 1991. június 25-én a független Horvátország része lett, de szerb lakói a Krajinai Szerb Köztársasághoz csatlakoztak. A falut 1995. augusztus 8-án a Vihar hadművelettel foglalta vissza a horvát hadsereg. A lakosság elmenekült, de később néhány főként idős ember visszatért. A településnek 2011-ben 71 lakosa volt, akik mezőgazdasággal és állattartással foglalkoztak.

## Népesség
| Lakosság változása | Lakosság változása | Lakosság változása | Lakosság változása | Lakosság változása | Lakosság változása | Lakosság változása | Lakosság változása | Lakosság változása | Lakosság változása | Lakosság változása | Lakosság változása | Lakosság változása | Lakosság változása | Lakosság változása | Lakosság változása |
| ------------------ | ------------------ | ------------------ | ------------------ | ------------------ | ------------------ | ------------------ | ------------------ | ------------------ | ------------------ | ------------------ | ------------------ | ------------------ | ------------------ | ------------------ | ------------------ |
| 1857               | 1869               | 1880               | 1890               | 1900               | 1910               | 1921               | 1931               | 1948               | 1953               | 1961               | 1971               | 1981               | 1991               | 2001               | 2011               |
| 358                | 389                | 417                | 501                | 615                | 593                | 654                | 634                | 499                | 505                | 493                | 397                | 352                | 290                | 94                 | 71                 |

## Nevezetességei
- Történelem előtti várrom.
- A nemzeti felszabadító háború áldozatainak emlékműve (alkotó V. Mučkatin 1959.)
- Hagyományos népi építésű parasztházak a 30, 32, 38, 39 és 54 számok alatt.